# Aquila Che Beve
Quenah-evah (in inglese Eagle['s] Drink, in italiano bevanda-dell'Aquila; Antelope Hills, 1795/1800 ca. – 1865) è stato un condottiero nativo americano, capo dei Nokoni Comanche.

## Gioventù e ascesa
La vita giovanile e l’addestramento come guerriero di Quenah-evah, come quelli dei suoi contemporanei quali i Nokoni Huupi-pahati (Tall Tree, in italiano Albero Alto, verosimilmente più vecchio di alcuni anni) e Kiyou (Horseback, in italiano Groppa-di-Cavallo, verosimilmente di alcuni anni più giovane), lo Yamparika Parua-wasamen (Ten Bears, in italiano Dieci Orsi) il Kotsoteka Wulea-boo (Shaved Head, in italiano Testa Rasata), lo Kwahadi Pohebits-quasho (Iron Jacket, in italiano Casacca-di-Ferro), i Penateka Potsʉnakwahipʉ (Buffalo Hump, in italiano Gobba di Bisonte), Isaviah (Yellow Wolf, in italiano Lupo Giallo, talvolta chiamato anche Little Wolf, in italiano Piccolo Lupo), Santa Anna e Tosawi (White / Silver Brooch, Silver Knife, in italiano Spilla-d’Argento o Coltello-d’Argento), avvennero principalmente lontano dalla vista e dall’udito dei bianchi, mettendosi alla prova nell’ambito delle ostilità con gli Cheyenne e Arapaho, i Pawnee, gli Apache, e l’acquisizione di prestigio e ascendente tra i guerrieri si sviluppò durante il periodo della dominazione messicana sul Texas. Verso la fine del decennio 1820, i Comanche, così come i loro alleati Kiowa e i loro nemici Arapaho, Cheyenne e Pawnee, incominciarono ad assalire i convogli lungo il Santa Fè Trail, e in tal modo, probabilmente, anche il giovane Quenah-evah, presumibilmente al seguito dell’allora capo guerriero Huupi-pahati ebbe modo di accrescere la propria fama fra i Comanche e il proprio seguito fra i Nokoni.

## Repubblica texana e Comancheria
Le incursioni Comanche nel Texas proseguirono nel 1836, e in una di queste (19 maggio 1836), condotta probabilmente dai Penateka e Nokoni Comanche e dai Kiowa (ma, secondo altre fonti, dagli Wichita) contro Parker's Fort, essi massacrarono gli abitanti trovati sul posto al momento dell'attacco (cinque uomini su 34 residenti) e rapirono due giovani donne, un bambino e una bambina, Cynthia Ann Parker, la quale sarebbe stata adottata dalla famiglia Nokoni Comanche di Tabby-nocca e successivamente (nel 1843 o nel 1844) data in moglie al giovane capo Kwahadi Peta-nocona, alias Vagabondo Solitario, figlio di Pohebits-quasho. 
Quenah-evah ebbe probabilmente parte attiva in occasione delle ostilità fra i Comanche e Kiowa (e Kataka) e gli Cheyenne e Arapaho nella regione lungo il confine del fiume Arkansas durante gli anni 1830. 
Nel 1837, falliti i tentativi texani di ottenere l'alleanza dei Comanche contro i Messicani durante la Guerra per l'Indipendenza, fu inviato a trattare coi Penateka, Nokoni e Kotsoteka Comanche Bowles, capo dei Cherokee emigrati nel Texas, il quale fu accolto amichevolmente dai capi Penateka, ma trovò un clima molto diverso incontrando i capi Nokoni (verosimilmente Huupi-pahati, forse Quenah-evah e altri, essendo la divisione Nokoni particolarmente frazionata in gruppi estremamente mobili) e Kotsoteka (tra i quali, verosimilmente, Wulea-boo e, forse, anche lo Kwahadi Pohebits-quasho, secondo talune ricostruzioni frequentemente associato a bande Kotsoteka), e, forse, non raggiunse gli Yamparika (tra i quali Parua-wasamen, probabilmente già fautore del mantenimento di buoni rapporti con i "nuovi vicini" statunitensi); poi il Presidente del Texas, David G. Burnet, inviò presso di loro il magg. A. LeGrand, allo scopo di stipulare un trattato che i Comanche rifiutarono; il successivo Presidente del Texas, Sam Houston, tentò di migliorare i rapporti coi Comanche, ma il Congresso preferì emanare leggi per la "protezione della frontiera", raccomandando lo sterminio dei Comanche.
Nel maggio 1838, mentre Huupi-pahati e i Nokoni, probabilmente compreso Quenah-evah, allora capo ormai autorevole, ai quali si erano uniti anche Potsʉnakwahipʉ e probabilmente Isaviah e i loro Penateka, si dedicavano alla stagionale spedizione di caccia ai bisonti, i Penateka accettarono di partecipare al concilio convocato per incontrare una Commissione governativa presieduta da Albert S. Johnston, la quale rifiutò le rivendicazioni dei Comanche, offrendo soltanto accordi commerciali; una delegazione Penateka, con Pahayuca (Amorous Man, alias Uomo Dedito-all’Amore), Mupitsukupʉ (Old Owl, alias Vecchio Gufo), Potsʉnakwahipʉ e Kwihnai (Eagle, alias Aquila), raggiunse Houston, dove i capi stipularono col Presidente Houston un trattato (maggio 1838) che non prevedeva alcuna definizione di un confine opponibile ai Texani, e che, comunque, non fu mai ratificato dal Senato, ma in base al quale un agente governativo sarebbe stato inviato fra i Comanche per garantirli e sovraintendere ai commerci; fra i Penateka non firmarono il Trattato Isaviah e Santa Anna, né lo firmò alcun capo Nokoni (in primis Huupi-pahati, allora, probebilmente, già capo principale della divisione, e Quenah-evah, giovane capo di guerra ormai affermato). Tuttavia subentrato nella Presidenza Mirabeau Bonaparte Lamar, fautore dello scontro coi nativi e della loro espulsione dal Texas, le ostilità ripresero. Nello stesso 1838, il nuovo Presidente intraprese una politica aggressiva verso i Comanche, e il Congresso del Texas approvò un sistema di forti di frontiera, autorizzò lo spiegamento di più di 1 000 uomini, e stanziò 1 000 000 dollari per la difesa; l'agente indiano A. P. Miles non prese possesso delle sue funzioni, né lo fece il mercante appositamente autorizzato, V. R. Palmer, provocando la delusione e l'irritazione dei Comanche: i Nokoni, così come i Penateka, i Kotsoteka, gli Kwahadi e perfino i più lontani Yamparika, durante l'anno moltiplicarono le incursioni e così pure si moltiplicarono le reciproche rappresaglie.
Nel 1838 le diverse divisioni della nazione Comanche si unirono per affrontare gli Cheyenne e Arapaho in uno scontro risolutivo, con la presenza dei capi più important, tra i quali Tawaquenah, Wulea-boo, Parua-wasamen, Pohebits-quasho, Huupi-pahati e il suo secondo Quenah-evah, Potsʉnakwahipʉ e Isaviah; decisi a vendicare i guerrieri uccisi nella fallita spedizione dell'anno precedente, gli Cheyenne e Arapaho raggiunsero nuovamente il North Fork del Red River all'inizio della primavera, scoprendo gli accampamenti Comanche e Kiowa sparsi tra il Beaver Creek e il Wolf Creek, e attaccando il campo dei Kiowa presso il Wolf Creek (primavera 1838): un gruppo di circa 30 Kiowa (comprese alcune donne) uscito a caccia di bisonti fu sterminato, un altro uomo e un'altra donna furono uccisi alcune miglia a nord del villaggio Comanche, altre 13 donne e tre uomini furono uccisi nei dintorni, poi i guerrieri Kiowa si attestarono a difesa e presto intervennero anche i Kataka e i Comanche (probabilmente Kotsoteka, Nokoni e Yamparika, con Tawaquenah, Wulea-boo, Huupi-pahati, e presumibilmente Quenah-evah, e Parua-wasamen, trovandosi forse gli Kwahadi, con Pohebits-quasho, sul South Canadian), respingendo gli assalitori e inseguendoli a propria volta, finché l'arrivo in lontananza delle donne e dei bambini Cheyenne e Arapaho fu scambiato per il sopraggiungere di altri guerrieri, inducendo i guerrieri Kiowa (e Kataka) e Comanche a interrompere il contrattacco; il combattimento si protrasse per tutta la giornata, al termine della quale gli Cheyenne e Arapaho avevano perso 12 guerrieri e avevano ucciso circa 50 o 60 guerrieri nemici, ottenendo una vittoria che gli permise di consolidare le proprie posizioni sui confini settentrionali del territorio degli alleati Kiowa e Comanche, attestandosi saldamente nelle pianure del Kansas, a nord dell'Arkansas River.
Nella stessa estate 1839 una delegazione di capi Comanche delle divisioni centrali e settentrionali (Nokoni, Kotsoteka e Yamparika), guidati da Tawaquenah (verosimilmente, insieme con Parua-wasamen, Wulea-boo, Huupi-pahati e altri), e Kiowa si recò a Fort Gibson: forse in tale occasione (e, comunque, prima del 1840) Wulea-boo e, per i Kiowa, Dohasan e altri capi, promossero la costruzione di un trading post, Fort Adobe, sul South Canadian; forse nel 1839, e comunque prima del 1840, guerrieri Kiowa e Comanche assalirono due volte nello stesso giorno un gruppo di uomini di Fort Bent (Kit Carson e altri sei uomini), uccidendo un mandriano messicano e impossessandosi dei cavalli al primo attacco, ma perdendo tre guerrieri al secondo.

## Il “Great Raid” del 1840
Nel marzo 1840 una delegazione di pace composta da 65 Penateka Comanche (compresi una dozzina di capi di varie bande e diverse donne), guidata da Mukewarrah, presentatasi a San Antonio, come concordato coi Texani, al rifiuto di consegnare alcuni prigionieri in possesso di altre bande fu intrappolata dai militari (tre compagnie di fanteria al comando del ten. col. William Fisher, approntate per ordine del gen. Hugh D. McLeod secondo istruzioni governative) all'interno della Council House; benché armati soltanto dei loro coltelli i Comanche opposero resistenza e durante lo scontro derivatone 35 Comanche (fra i quali tutti i capi, tre donne e due bambini) furono uccisi, e 29 catturati, mentre la vedova di Muckewarrah fu rinviata ai Comanche per informarli che i loro consanguinei sarebbero stati uccisi se i prigionieri bianchi non fossero stati restituiti. I Comanche presero atto della trappola tesa ai loro capi, inutilmente protetti dalla bandiera bianca simbolo di tregua: la reazione coinvolse l’intera nazione Comanche
Nell’estate 1840 Potsʉnakwahipʉ, Saviah e Santa Anna, capi di guerra dei Penateka, ritennero di essere pronti a una vendetta in grande stile e passarono parola agli altri capi Comanche per organizzare una grande spedizione contro gli insediamenti texani; secondo la tradizione, tutti i capi più importanti, in primo luogo i Penateka, compreso l’anziano Mupitsukupʉ, ma verosimilmente anche capi Comanche delle altre divisioni, quali, appunto, i Nokoni Huupi-pahati e Quenah-evah, avrebbero aderito, partecipando alla spedizione principale o fiancheggiandola con altre scorrerie. Nell’agosto 1840 i Comanche attraversarono i plains del Texas occidentale raggiungendo e assalendo Victoria e Linnville (all’epoca il secondo centro abitato del Texas), sulla costa texana, bruciandole e saccheggiandole nel corso della più grande razzia effettuata nel Texas.
Facilmente sconfitti tre reparti (per un totale di 125 uomini) della milizia e travolta un'altra compagnia della milizia, forte di 90 uomini, sulla via del San Marcos River, i Texas Rangers, raccolte agli ordini di Jack Hays e Ben McCulloch tutte le compagnie del Texas centrale e occidentale, e la milizia texana di Bastrop, al comando di Ed Burleson, e di Gonzales, al comando di Mathew Caldwell, tutti posti sotto il comando del brig. gen. Felix Houston, assalirono i Comanche lungo la via del ritorno, presso il Plum Creek nelle vicinanze di Lockhart. Nel combattimento i Comanche lasciarono sul terreno 12 guerrieri (sebbene i vari rapporti texani abbiano riportato l’uccisione di circa 100, oppure 80 o 60 guerrieri, o, ancora 50 guerrieri e una donna), a fronte di un morto tra i Texani; determinanti si dimostrarono le nuove rivoltelle Paterson Colt in dotazione ai Rangers, utilizzate per la prima volta, ma i Comanche salvarono gran parte del bottino e soprattutto i cavalli conquistati e, a prescindere dall’incerto conteggio dei morti, evidentemente considerarono la spedizione una grande vittoria, tale da esaltare, e non certamente sminuire, il prestigio dei capi.
Forse anche in considerazione delle vicende texane, nell'estate o nell'autunno 1840 la situazione di stallo consolidatasi tra il blocco Comanche - Kiowa e il blocco Cheyenne - Arapaho dopo la vittoria degli Cheyenne e Arapaho al Wolf Creek indusse i due gruppi a trattare: Wulea-boo, all'epoca forse il principale capo delle divisioni settentrionali, Parua-wasamen, rivelatosi un fine e paziente diplomatico e il principale promotore della pace sul versante Comanche - Kiowa, verosimilmente Tawaquenah, sicuramente Potsʉnakwahipʉ e probabilmente Huupi-pahati e Pohebits-quasho rappresentarono i Comanche alle trattative presso il Two Butte Creek, dalle quali scaturirono la pace e una salda alleanza tra i due gruppi di nazioni; Quenah-evah verosimilmente non prese attivamente parte alle discussioni, ma certamente appoggiò e condivise il risultato insieme con il capo principale dei Nokoni.

## Il conflitto col Texas: i trattati
Reinsediato alla Presidenza Sam Houston, nell’agosto 1843 i Comanche e i loro alleati Kiowa stipularono un accordo di tregua coi Texani e nell’ottobre i Comanche - Penateka, Nokoni, Kotsoteka e Kwahadi -, interessati alla pace col Texas purché fosse concordato un confine inviolabile della Comancheria, accettarono di incontrare il Presidente per definire un trattato di pace come quello concluso nello stesso anno a Fort Bird dagli Wichita e dalle nazioni deportate dall’est. Potsʉnakwahipʉ e altri accettarono di partecipare alle trattative, dimostrando una fiducia inaspettata in Houston, e, nell’ottobre 1844 a Tehuacana Creek, Potsʉnakwahipʉ, con Pahayuca, Mupitsukupʉ, e altri, ma non Isaviah e Santa Anna, sottoscrisse un trattato che prevedeva la liberazione dei prigionieri bianchi e la cessazione delle spedizioni contro gli insediamenti bianchi in cambio della cessazione delle spedizioni militari texane contro la Comancheria e del riconoscimento da parte del Texas di un confine; anche i Kiowa e Kataka (c.d. "Kiowa Apache") e gli Wichita (Kanoatino, Waco, Taweash, Tawakoni, Keechi), alleati dei Comanche, aderirono al trattato, ma l’eliminazione da parte del Senato in sede di ratifica del riferimento al confine della Comancheria indusse Potsʉnakwahipʉ a denunciare il trattato, schierandosi col cugino Isaviah, dimostratosi più realista di lui nella sua diffidenza e sfiducia rispetto all'interesse dei bianchi per una pace equa e stabile, e le ostilità ripresero; anche Huupi-pahati, Quenah-evah e i Nokoni accantonarono qualsiasi tentazione di trattare.

## Gli U.S.A. e la Comancheria
Unitosi il Texas agli U.S.A., nell'aprile 1846, a Tehuacana Creek, i Comanche stipularono un trattato riconoscendo la giurisdizione federale, ma neppure in questa occasione ottennero alcuna garanzia per il loro territorio; inclusi in una delegazione, 41 capi Comanche, Kiowa (e Kataka), Cheyenne e Arapaho (tra i quali Mupitsukupʉ e Santa Anna così come altri importanti capi Comanche, alla stregua di Tawaquenah, Parua-wasamen, Wulea-boo, Huupi-pahati), furono accompagnati a Washington, incontrando anche il Presidente James Polk. In effetti lo spiegamento di forze USA, dirette alla conquista del Nuevo Mexico lungo il Santa Fè Trail, tratteneva gli Indiani (e in particolare i Comanche e Kiowa) dall'assalire i reparti in marcia, ma esponeva all'attenzione delle bande di razziatori i convogli, sia militari sia civili, che divennero il bersaglio principale dei guerrieri Indiani (soprattutto Kwahadi, e poi Nokoni, Kotsoteka, Yamparika). Nel marzo 1849, pretendendo gli U. S. A. l'apertura di una pista diretta all'ovest attraverso il Texas per raggiungere la California, per incarico del Comandante dell’8° Dipartimento Militare, gen. William J. Worth, l'agente Neighbors e J. S. Ford, incaricati di individuare un percorso per l'"Upper Route", si recarono tra i Penateka, convincendo Mupitsukupʉ a collaborare e ottenendo di essere scortati da Potsʉnakwahipʉ con un centinaio di guerrieri fino a ElPaso; aggiuntesi lungo la pista anche le bande di Isaviah e di Shanaco, insieme i capi Penateka raggiunsero il territorio dei Nokoni, rendendo visita a Huupi-pahati e affidando a lui (verosimilmente identificabile con il capo chiamato Guadaloupe nella relazione di Neighbors) e ai suoi Nokoni la sicurezza dell'agente e dell'ufficiale dei rangers; l’accordo, tuttavia, incontrò la decisa contrarietà dei capi quando Neighbors e Ford resero nota l’intenzione di costruire lungo la pista, nel volgere di alcuni anni, una ferrovia, col conseguente possibile insediamento di uomini bianchi lungo il tracciato; Huupi-pahati (forse coadiuvato da Quenah-evah e Kiyou, considerandosi il quadro generale e la delicatezza della missione, con la responsabilità assunta dai Nokoni) si incaricò della scorta di Neighbors e Ford, mentre Potsʉnakwahipʉ, Isaviah e Shanaco, consegnati gli ospiti ai Nokoni, si accamparono insieme sull'alto corso del Colorado, fortuitamente evitando anche l'esposizione a una nuova epidemia di vaiolo o di colera che, durante la stessa estate, decimò, in generale, i villaggi delle pianure, uccidendo forse la metà e più dei Kiowa e dei Comanche; Huupi-pahati portò a termine la missione di scorta a Neighbors e Ford, ma il contagio raggiunse verosimilmente anche i Nokoni, i Kotsoteka e gli Kwahadi, pur mancando notizie precise in ordine alle perdite.
Nel dicembre 1850, col c.d. “Fort Martin Scott Treaty”, i Comanche, oltre a rinnovare, sostanzialmente, i precedenti accordi, si impegnavano a non oltrepassare il confine meridionale del Llano River senza l'autorizzazione di un ufficiale dell'esercito USA (rinunciando, perciò, anche alle incursioni nel Messico): il trattato fu sottoscritto da capi Penateka, quali Potsʉnakwahipʉ (Po-che-na-qua-heip), Isaviah (Sa-ba-hei), Ketumse (Catumsie / Ketemoczy / Katemcy), e altri, verosimilmente Nokoni, quali Guadaloupe (verosimilmente identificabile con Huupi-pahati, in tal caso evidentemente sopravvissuto alle epidemie) e Que-ha-no (verosimilmente identificabile con Quenah-evah).
Nella primavera 1853 gli Cheyenne promossero una nuova spedizione contro i Pawnee, ottenendo la partecipazione di bande Teton Dakota, Absaroke, Arapaho, Kiowa (e Kataka) e Comanche (presumibilmente Yamparika, Nokoni e, forse, Kotsoteka): Huupi-pahati, secondo diffusa ipotesi morto durante l’epidemia di vaiolo e colera infuriata nel 1849, ma verosimilmente, invece, sopravvissuto almeno fino al 1850 (“Fort Martin Scott Treaty”) forse era ancora capo principale dei Nokoni, con Quenah-evah, secondo capo della divisione se non già asceso al ruolo di capo principale, e Kiyou, ormai terzo o secondo capo. I guerrieri assalirono i Kitkehahki Pawnee, insieme con i quali si trovavano gruppi di Shawnee o Delaware i quali si batterono al fianco di costoro, ma, mentre la battaglia volgeva a loro favore, l'intervento di un contingente di 20 guerrieri Potawatomie armati di moderni fucili con la sua tattica di fuoco a file alternate ribaltò la situazione, costringendo i guerrieri dei Plains a ritirarsi con gravi perdite (almeno in proporzione a quelle usuali nelle tradizionali battaglie indiane); i Kiowa e i Comanche si premurarono di ottenere l'impegno degli Cheyenne e degli Arapaho a promuovere una nuova spedizione nel corso dell'anno successivo. La scarsità di bisonti comportava il pericolo di altre guerre con le nazioni delle pianure meridionali, e il Governo federale inviò come emissario presso i Comanche e i Kiowa Thomas Fitzpatrick, col quale, nel luglio 1853, le due nazioni concordarono a Fort Atkinson un nuovo trattato, per il quale gli Indiani concedevano agli Statunitensi il diritto di costruire piste (Santa Fè Trail), di stabilire depositi e stazioni, e di proteggere gli emigranti che transitassero sul territorio Comanche e Kiowa, mentre il Governo federale si impegnava a distribuire agli Indiani merci, provviste, strumenti agricoli e altri beni per un valore di 18 000 dollari annuali, per un periodo di cinque anni o più a lungo, finché il Presidente lo ritenesse necessario od opportuno; il trattato fu firmato da Wulea-boo, Wayabatosa (White Eagle, alias Aquila Bianca), Hainickseu (Crow, alias Corvo), Parosawano (Ten Sticks, alias Dieci Bacchette) - erronea trascrizione per Parua-wasamen (Ten Bears) -, Warakonalta (Poor Coyote Wolf, alias Coyote Povero), Kanaretah (He Riding-the-Clouds, alias Cavalcando-le-Nuvole) per i Comanche, Dohasan alias Piccola Montagna, Satank alias Orso Seduto e altri capi per i Kiowa e Si-tah-le e altri per i Kataka (tuttavia, verosimilmente, non se ne sentivano vincolati gli Kwahadi, né le bande Kotsoteka e Nokoni a loro più strettamente associate, seguaci di Pohebits-quasho e di Peta-nocona); all’epoca, Huupi-pahati, ormai appariva scomparso dalla scena.
Neighbors riuscì a condurre alcuni capi Comanche e Kiowa a visitare la riserva dove, all'inizio del 1855, si erano radunate le bande Penateka di Ketumse e di Shanaco (per un totale di circa 800 Comanche), mentre le bande Yamparika, e presumibilmente quelle Nokoni e Kotsoteka, nonché, forse, le bande Kwahadi soggiornavano sull'Arkansas River, nella zona di Bent's Fort, insieme con i Kiowa (e Kataka), partecipando alla distribuzione delle annualità e ritornando al sud, con circa la metà dei Kiowa e la totalità dei Kataka, dopo il grande raduno a Fort Bent; nella primavera. Potsʉnakwahipʉ (informato di un presunto piano dei militari per ucciderlo, e confermato nei suoi sospetti da una concentrazione a Fort Chadbourne di truppe dirette invece contro i Nokoni e i Kotsoteka), in un primo tempo presentatosi alla riserva, se ne era allontanato con la sua gente, seguito da Shanaco con la propria gente: le bande stabilirono gli accampamenti nella regione tra Fort Chadbourne e Fort Belknap, e alla riserva rimasero, nel giugno, circa 400 Comanche, presto ridotti a circa 250; molti giovani guerrieri Penateka si unirono alle spedizioni organizzate dai Nokoni (Quenah-evah, Kiyou, Piaru-ekaruhkapu /  Piarʉ Ekarʉhkapʉ), Kotsoteka (Isa-pia, Tasacowadi / Naboohroyra-ruhku, Kuhtsu-tiesuat), Yamparika (Tabananika, Isa-rosa, Kan-sa-le-um-ko = Rolling Thunder) e – forse – Kwahadi (Pohebits-quasho, Peta-nocona, Parua-ocoom).
I Penateka liberi (dopo l'uccisione di Isaviah nel 1854 guidati da Shanaco, ormai divenuto il loro esponente più bellicoso, mentre Potsʉnakwahipʉ preferiva trattenere la sua banda all'accampamento allo sbocco del San Saba), i Kotsoteka (forse ancora governati da Wulea-boo, ma verosimilmente guidati in guerra da capi più giovani, come Kuhtsu-tiesuat e Tasacowadi, salva l'ipotesi di associazione a tale divisione di Pohebits-quasho), i Nokoni (guidati, dopo la morte di Huupi-pahati, da Quenah-evah, e, in subordine, Kiyou e Piaru-ekaruhkapu) e, probabilmente, anche gli Yamparika di Tabananika e di Isa-rosa e gli Kwahadi di Poehbits-quasho, di Parua-ocoom, di Kobay-oburra e di Peta-nocona (che stabilì il proprio villaggio vicino a quello del padre) effettuarono nel corso del 1857 parecchie scorrerie nel Texas, colpendo soprattutto le contee di Palo Pinto ed Erath, ma anche gli insediamenti lungo il Colorado River; il nuovo agente, John R. Baylor, si fece promotore di una nuova campagna propagandistica per l'eliminazione o la deportazione dal Texas degli Indiani, accusando i Penateka di Clear Fork delle incursioni effettuate dai Nokoni, Kotsoteka e Penateka liberi, e il Governatore Elisha M. Pease organizzò compagnie di Texas Rangers con istruzioni di uccidere gli Indiani fuori dalle riserve; i 365 Penateka rimasti a Clear Fork si trovarono assediati da ogni genere di delinquenti bianchi, seguaci di Baylor.
Nell'autunno 1858 il cap. Earl VanDorn organizzò a Fort Belknap una colonna composta da quattro compagnie del 2º Cavalleria e una compagnia del 5º Fanteria, alle quali si unì un contingente di 135 Indiani (Waco Wichita, sotto la guida di Towakani Jim e Nasthoe, Caddo e Tonkawa), agli ordini di Lawrence Sullivan "Sul" Ross, per un totale di 225 uomini; lasciato Fort Belknap il 15/9, la colonna stabilì un campo base sulla riva dell'Otter Creek, nell'attuale Tillman County (Camp Radziminski), mettendosi poi in marcia verso i villaggi Wichita presso Rush Springs; avvistato il villaggio (abitato da circa 500 o 600 Comanche) il 29/9, l'1/10 VanDorn e Ross assalirono i Penateka di Pocheha-quehip, i Kotsoteka di Quohoahteme (Hair Bobbed-on-one-Side; nome forse non casualmente richiamante l’acconciatura di Halisane e quindi potenzialmente identificabile come sinonimo e “alias” di Wulea-boo), i Nokoni di Quenah-evah (*) e gli Yamparika di Hotoyokowat (Over-the-Buttes), che, di ritorno da un incontro col cap. William E. Prince, di Fort Arbuckle, nell'Oklahoma, col quale avevano concluso un trattato, si erano recati in visita a un accampamento Wichita presso Rush Springs, e, pur essendo informati da alcuni giorni della presenza nelle vicinanze delle forze di VanDorn, non ritenevano di avere alcunché da temere, sia per l'accordo raggiunto a Fort Arbuckle sia per la rassicurante previsione di un'anziana "donna della medicina": 56 Comanche furono uccisi (e anche alcuni Wichita) e altri 14 furono rinvenuti morti successivamente, perdendo più di 300 cavalli, i tepee e le provviste, secondo il sistema ormai usuale nelle spedizioni contro gli Indiani; anche cinque assalitori furono uccisi (tre) o mortalmente feriti (uno) o dispersi e classificabili presumibilmente morti (uno) e 12 furono feriti, tra i quali VanDorn, Ross, e altri ufficiali.

## Comanche, Confederati e Unionisti
Durante il 1861 i Comanche settentrionali (evidentemente gli Yamparika, presumibilmente i Nokoni e forse i Kotsoteka), accampati presso l'agenzia dell'Arkansas River insieme con i Kiowa e Kataka, agli Arapaho e agli Cheyenne, si batterono in varie occasioni contro gli Shoshoni e i Pawnee, prima di essere indirizzati a Fort Larned per la distribuzione annuale. Dichiarata la secessione degli Stati Confederati nel febbraio 1861, i "Sudisti" cercarono di accaparrarsi le simpatie degli Indiani del sud-ovest, e nell'agosto il Commissario per gli Affari Indiani del Governo Confederato, brig. gen. Albert Pike, si recò a Fort Cobb, incontrando i delegati dei Comanche (capeggiati da Parua-wasamen, Kiyou, Tosawi e Asa-havey) e di altre nazioni (ma non quelli dei Kiowa, che rifiutarono di partecipare al concilio, intendendo continuare i loro attacchi nel Texas, e rimasero sordi anche alle sollecitazioni di Pocheha-quehip, minacciando anzi di attaccare la riserva e le tribù ivi confinate); Pike stipulò coi Comanche due trattati: il primo (12/8) con i Penateka della riserva, rappresentati da Ketumse (evidentemente identificabile, come capo principale, con il capo indicato nel documento come Kekarewa *), Tosawi e Asa-havey, e il secondo (13/8) con gli Yamparika, rappresentati da Parua-wasamen e, forse, da Tabananika e Isa-rosa, i Kotsoteka, rappresentati forse da Kuhtsu-tiesuat (verosimilmente identificabile con il capo indicato come Chocora *), Tasacowadi (verosimilmente identificabile con il capo indicato come Tecowewihpa *) e Mow-way (indicato come Maawe), i Nokoni, rappresentati da Quena-evah e Kiyou,  nonché da due capi identificati come Kepahewa (He not-drinking-Water) e Chooshi o Chosewi (Growing Chief), e i superstiti Tanima e Tenawa (ormai aggregati ai Nokoni) rappresentati da Bowahquashu (Iron Jacket - indicato come Pohowiquasso - e Keenatohpa), mentre gli Kwahadi, guidati da Peta-nocona, ormai implacabile quanto disperato dopo il rapimento di moglie e figlia, Parua-ocoom, Kobay-oburra e, forse, Papi-wihtama, si mantenevano ostili a tutti i bianchi; nell'autunno il Congresso confederato stanziò 64 862 dollari per far fronte agli obblighi contratti verso i Comanche, ma soltanto una parte dei Penateka si presentò all'agenzia. Nell'estate 1862 il col. Jesse H. Leavenworth, a Fort Larned, pur non giudicando "male intenzionati" gli Cheyenne e gli Arapaho, espresse ben più gravi preoccupazioni a proposito dei Kiowa e dei Comanche, i quali furono tuttavia convinti a ritornare a Cimarron Crossing per la distribuzione delle razioni annuali per opera dall'agente Samuel G. Colley in data 1/10, nel frattempo dedicandosi alla caccia ai bisonti nella regione a nord dell'Arkansas River, e nel settembre furono censiti all'agenzia sull'Arkansas River 1 800 Comanche (Yamparika, Nokoni e, forse, Kotsoteka) insieme con 1 800 Kiowa e 500 Kataka; gli Kwahadi continuarono a muoversi liberamente negli Staked Plains, disdegnando i "doni" dei bianchi.
Nell'agosto 1865 J. H. Leavenworth si incontrò con i capi Kiowa e Comanche (questi ultimi raggiunti tramite Jesse Chisholm) allo sbocco del Little Arkansas, 30 miglia a sud di Fort Zarah, alla presenza del gen. John B. Sanborn, riuscendo a convincerli a interrompere le incursioni sul Santa Fè Trail e a partecipare, nell'ottobre seguente (4/10), a un incontro (sul Bluff Creek, affluente del Salt Fork del Little Arkansas, presso l'attuale Wichita) con i delegati federali. Ormai conclusasi la guerra tra Unione e Confederazione, dopo avere siglato analoghi accordi con gli Cheyenne e gli Arapaho (14/10), e con i Kataka (17/10), il 18/10 i delegati di Washington (gen. Sanborn, gen. William S. Harney, James Steele, rappresentante dell'Ufficio Affari Indiani, Thomas Murphy, soprintendente indiano, K. Carson, W. Bent, J. H. Leavenworth) stipularono un nuovo trattato con i Kiowa, e con i Comanche Penateka, Nokoni (e gli ormai aggregati Tanima / Tenawa) e Yamparika, rappresentati da otto dei loro principali capi (per i Penateka: Tosawi, qualificato come capo principale, Asa-havey / Ashaabbeet - che firmò anche per i Kotsoteka -, Pocheha-quehip, qualificato come "terzo capo" della divisione, da identificarsi non con l'ormai anziano o forse già morto grande capo – il cui nome, essendo andato distrutto il censimento 1862, non comparve nel censimento 1867 dell’agenzia -, ma probabilmente con suo figlio; per i Nokoni e Tanima / Tenawa: Quenah-evah Eagle Drink, qualificato come capo principale, Kiyou, qualificato come "secondo capo" della divisione, Bowahquashu Iron Shirt, alias Camicia-di-Ferro, qualificato come capo del gruppo Tenawa e da non confondersi con lo Kwahadi Pohebits-quaqsho, ucciso nel 1858, ma non Piaru-ekaruhkapu, alias Grosso Pezzo-di-Carne-Rossa; per gli Yamparika: Parua-wasamen, Tabananika – anche per conto di Parua-wasamen, indicato come Paddywahsaymer –, Hotoyokowat Over-the-Buttes, Boyahwah-toyehbe Iron Mountain, Eshetaveparah Female Infant, ma non Isa-rosa); i Kotsoteka non parteciparono al concilio, preferendo la caccia ai bisonti, ma si fecero rappresentare dagli altri Comanche, mentre gli Kwahadi, diretti dagli irriducibili Parua-ocoom e Kobay-oburra, non furono rappresentati in alcun modo. Alla pretesa statunitense di rilascio dei prigionieri bianchi, Quenah-evah replicò insistendo per l’applicazione di un criterio di reciprocità, riferito non soltanto ai Comanche catturati dai Confederati texani durante la Guerra Civile ma anche a quelli catturati da VanDorn nel 1858, e ottenendo da Sanborn garanzie in proposito; lo stesso successo non fu conseguito da Quenah-evah e Dohasan nel rivendicare i confini del territorio Comanche e del territorio Kiowa, che furono sensibilmente ristretti, estendendosi verso nord-est il territorio texano: secondo il trattato, i Comanche e Kiowa firmatari acconsentivano a spostarsi in un territorio i cui confini, partendo dall'angolo nord-orientale del New Mexico, proseguivano lungo il confine orientale di questo fino al suo angolo sud-orientale, e poi verso nord-est fino al Red River, alla confluenza del North Fork, continuando lungo il Red fino al 98º meridiano, per salire al Cimarron, e, lungo detto fiume, raggiungere il confine meridionale del Kansas, seguendo il quale ricongiungersi al punto di partenza. Quena-evah fece quanto in suo potere per garantire il rispetto del trattato e, quando, nel settembre 1867, una spedizione Nokoni rapì due bambini nel Texas (Wise County), il capo informò i militari di Fort Arbuckle circa la propria volontà di restituire i due giovani prigionieri appena possibile. Nonostante il trattato, le ostilità tra i Comanche e Kiowa e i Texani non cessarono, e, avendo il gen. Philip Sheridan rifiutato di autorizzare il Governatore del Texas J. W. Throckmorton all'arruolamento di rangers, il Governo federale inviò nel territorio due reggimenti di cavalleria, con il compito di controllare la zona fra il Red River e il Rio Grande.
Scomparso Quenah-evah, Kiyou gli succedette come capo principale dei Nokoni.